# Tagma
Il tagma (plurale tagmata) fu un'unità militare, corrispondente all'odierna definizione di battaglione o reggimento, in uso nell'esercito bizantino, introdotta nell'VIII secolo dal basileus Costantino V come propria guardia personale.

## Storia e ruolo
Nel suo significato originario, il termine "tagma" (τάγμα dal greco τάσσειν, " mettere in ordine") è attestato dal IV secolo in riferimento a un battaglione di fanteria di 200-400 uomini (anche definito bandumo numerus in latino, arithmos in greco),, ancora in uso, come grado militare, nella Marina militare greca.

### Dal secolo VIII al X
Progressivamente il significato del termine si restrinse fino a comprendere le sole truppe di fanteria professionali, spesso mercenarie, di stanza, come guarnigione, a Costantinopoli, dentro e fuori le mura il cui scopo del resto poteva essere assimilato a quello della Guardia pretoriana nella Roma imperiale.
Nel VII secolo, a seguito della riforma dei Themata, i sovrani decisero di ridurre il numero degli effettivi dell'esercito di stanza nella capitale per fare maggiore affidamento sui Themata dell'Anatolia ma tale scelta si dimostrò controproducente dato che le nuove unità, affidate ad ufficiali locali, sovente si ribellarono agli imperatori: in soli 60 anni il Thema dell'Opsikion, il più vicino a Costantinopoli, fu coinvolto in cinque ammutinamenti dei quali il più importante fu l'usurpazione del suo comandante, Artavasde, contro il legittimo sovrano Costantino V Isaurico avvenuta nel biennio 741-743.

Il thema dell'Opsikon, la cui vicinanza alla capitale fu causa di ben cinque rivolte militari contro i sovrani in carica

Ripresosi il trono ed eliminato l'usurpatore, Costantino V (regno 741-775) riformò le unità della Guardia imperiale di Costantinopoli ed istituì un nucleo di soldati professionali e fedeli, i tagmata, appunto, allo scopo di fornire difesa contro rivolte provinciali e come supporto dell'autorità imperiale nei conflitti religiosi in merito all'Iconoclastia intrapresa dall'imperatore in continuazione alle politiche paterne.
In un primo momento I tagmata furono concepiti come unità permanenti di cavalleria pesante, per sfruttare il vantaggio di una maggiore mobiltità rispetto alla fanteria fornita dai Themi e, durante la fase difensiva dell'impero, tra l'VIII e il IX secolo, il loro ruolo fu quello di truppe di riserva e di presidio, insieme alla fanteria locale, della Tracia e Bitinia, le regioni più vicine alla capitale.
Per via del ruolo, ben presto gli incarichi di comando divennero particolarmente ambiti dato che avrebbero potuto comportare per un giovane ufficiale dell'aristocrazia o della burocrazia urbana la possibilità di attirarsi i favori dell'imperatore e una fulgida carriera nei più importanti Thema dell'Asia Minore anche se fu essenziale l'apporto dato dalle popolazioni anatoliche le quali, grazie anche ad un alto grado di mobilità sociale, anche se spesso di umili origini, in brece tempo monopolizzarono le alte cariche militari e finirono per contrapporsi alla burocrazia civile della capitale per influenza sullo stato.
Nel loro periodo di massimo splendore, tra i secoli IX e X, si annoveravano quattro tagmata corretta ("τὰ δ τάγματα"):
- Le  Scholai (Gr. Σχολαί, "le scuole"): composte dai veterani più esperti, costituivano il diretto successore alle guardie imperiali create da Costantino I (r. 306-337). Il termine scholarioi (σχολάριοι), anche se nel suo senso letterale, si riferiva soltanto alle uomini delle Scholai, divenne un riferimento generale per tutti i soldati comuni dei tagmata.
- I  Exkoubitoi o Exkoubitores (lat. Excubiti, Gr. Ἐξκούβιτοι): avevano la funzione di truppe di guarnigione nella capitale, furono istituiti da Leone I.
- Gli Arithmos (Gr. Ἀριθμός, "Numero") o Vigla (Gr. Βίγλα, dalla parola latina per "guardia"): repartoscelto, istituito dall'imperatrice Irene nel 780 per quanto forse ebbe origini ancor più antiche come sembrano indicare i nomi arcaici dei ranghi degli ufficiali.[11] Nelle campagne militari svolgevano il compito di guardia al campo imperiale, trasmettevano gli ordini del sovrano e custodivano i prigionieri di guerra.[12]
- Gli Hikanatoi (Gr. Ἱκανάτοι, "gli esperti"): reparto istituito dall'imperatore Niceforo I (r. 802-811) nell'810.

Ai Tagmata furono aggregati:
- I Noumeroi (Gr. Νούμεροι, dal latino numerus, "numero"): reparto scelto che probabilmente incluse il preesistente dei  Teichistai (Gr. Τειχισταί), che, risalenti al IV secolo, avenvano il compito di presidiare le mura di Costantinopoli.[13]
- Gli Optimatoi (Gr. Ὀπτιμάτοι, dal latino ottimati, "i migliori"): nei primi tempi unità di élite ma, dall'VIII secolo, fu ridotta a compiti di supporto quale quello di sorvegliare e proteggere le salmerie dell'esercito (il τοῦλδον, touldon).[14] A differenza dei  tagmata, erano stanziati fuori Costantinopoli presso il thema Optimatōn presso il quale il comandante, o  domestikos, degli Optimatoi esercitava l'incarico di governatore.[15]
- Gli uomini della Flotta Imperiale (βασιλικόν πλώιμον, basilikon plōimon): unità di marina, annoverati tra i tagmata in alcune fonti[6]

Infine troviamo la Hetaireia (Gr. Ἑταιρεία, " i compagni"), corpo di cavalleria pesante, mercenario, di stanza presso le frontiere orientali ed in Anatolia; orni reparto in cui il corpo era suddiviso era sotto il controllo di un rispettivo Hetaireiarchēs.

## Effettivi e organizzazione
Data l'imprecisione delle fonti contemporanee, è oggetto di vivace discussione l'esatta dimensione e la composizione dei Tagmata anche se in alcuni elenchi arabi e presso i testi dei geografi arabi Ibn Khordadhbeh e Ibn Qudāmah troviamo una stima finale di 24000, dato considerato da alcuni studiosi quali John Bagnell Bury e John Haldon come eccessivamente elevato e rivisto per un dato finale di 1000-1500 uomini ad unità.
Altri, invece, come Warren Treadgold e (in parte) Friedhelm Winkelmann, accettano le stime poste dalle fonti contemporanee, e correlandole con gli elenchi del  Klētorologion, definirono una stima media di 4.000 soldati per ogni tagma (compreso l'Optimatoi e il Noumeroi).
| Anno             | 745   | 810   | 842   | 959   | 970   | 976   | 1025  |
| ---------------- | ----- | ----- | ----- | ----- | ----- | ----- | ----- |
| Effettivi totali | 18000 | 22000 | 24000 | 28000 | 32000 | 36000 | 42000 |

Per quanto concerne la gerarchia e la struttura di comando, ogni unità era sottoposta ad un ufficiale, il  domestikos, tranne per il corpo dei Vigla, in cui la figura del domestikos era sostituita dal droungarios.
L'ufficiale comandante era a sua volta assistito da due luogotenenti, chiamati topoteretes (. Gr. τοποτηρητής, lit "segnaposto", "luogotenente"), ciascuno dei quali comandava una metà del gruppo e, a differenza dei Themata, mancano i livelli permanenti di comando intermedi, i tourmarchai, altrimenti definiti Chiliarchi o  oi pentakosiarchai fino a quando Leone VI introdusse la figura del droungarios.
Ogni Tagmata era suddiviso in Bandon o Bande ognuna delle quali comandata da un Komes ("conte"), chiamato skribōn negli Exkoubitores e tribounos nei Noumeroi ed ogni Banda a sua volta era composta da diverse compagnie, con a capo un kentarchos, o drakonarios ("draconarius") per i Exkoubitores, e vikarios ("vicario") per i Noumeroi.
Progressivamente il domestikos tōn Scholōn, comandante del reggimento delle Scholai assunse sempre maggiore importanza fino a divenire alla fine del X secolo, di fatto, l'ufficiale di grado più alto dell'intero esercito; la seguente tabella illustra la struttura delle Scholai nel IX secolo:
| Ufficiale         | Unità      | Effettivi | Suddivisioni  |
| ----------------- | ---------- | --------- | ------------- |
| Domestikos (1)    | Tagma      | 4000      | 20 bandon     |
| Topotērētēs (1/2) |            | 2000      | 10 banda      |
| Komēs (20)        | bandon     | 200       | 5 kentarchiai |
| Kentarchos (40)   | kentarchia | 40        |               |

## Esercito professionale: X-XI secolo
A seguito delle campagne di riconquista del X secolo, il tagmata fu spesso impiegato nei compiti di conquista e presidio delle nuove province e come conseguenza delle nuove esigenze militari vide aumentati i propri effettivi: Michele II (r. 820-829), istituì i  Tessarakontarioi, un'unità speciale di fanteria di marina, il cui nome derivò dall'elevata paga di 40 nomismata, Giovanni I Zimisce (r. 969-976) istituì gli  Athanatoi (dal greco. Ἀθάνατοι, "Immortali"), un corpo di cavalleria pesante catafratta, ulteriormente rafforzati da Michele VII Ducas (r. 1071-1078).
Inoltre, Giovanni Zimisce istituì gli Stratelatai, anch'essi un reparto di catafratti, e i  Satrapai, che però ebbero breve vita, gli ultimi sovrani della dinastia dei Macedoni istituirono, nel 1040 ca, i Megathymoi e gli Archontopoulai e Alessio I i Vestiaritai di Alessio I; molte di queste unità di nuova costituzione furono accomunate da una forte presenza di mercenari stranieri, che divenne ancor più rilevante nei Maniakalatai, comandati Giorgio Maniace nelle sue campagne in Italia, e composte da soldati franchi o normanni fino alla Guardia variaga (gr. Τάγμα τῶν Βαραγγίων), istituita da Basilio II (r. 976-1025) nel 988 e composta da 6000 mercenari di origine normanna.
Il regno di Basilio II, vide anche l'inizio di una profonda trasformazione del sistema militare bizantino: Infatti, alla metà del X secolo, la diminuzione degli effettivi della fanteria dei temi, dovuta a un fenomeno di impoverimento dei contadini anatolici e dalle nuove esigenze difensive ed offensive presso i confini orientali, indussero i sovrani alla costituzione di forze permanenti provinciali sul modello dei tagmata imperiali.
Infatti, tutte le conquiste bizantine in Oriente, furono garantite attraverso la creazione di una catena di themata, i cui distaccamenti di fanteria professionale operavano raggruppati in reparti più grandi sotto il comando di  doux o katapanō ma, se questa strategia poteva dare i suoi frutti contro minacce di piccola scala, non avrebbe mai potuto respingere un attacco in forze.
A tale problema si aggiunse quello del declino dei Themata dovuto ad un progressivo depauperamento della piccola proprietà terriera, principale fornitrice di reclute per le milizie, cosa che indusse i sovrani a fare sempre più ricorso ad unità permanenti indigene o mercenarie, più professionali e con il vantaggio di essere maggiormente affidabili rispetto alle milizie locali, estremamente legate alla nobiltà del territorio di appartenenza. e, per tali ragioni, furono incrementati gli effettivi di ogni singola unità: probabilmente, infatti, il numero dei soldati oscillava dai 400 o 500, tipici dei reparti mercenari stranieri, agli oltre 1000 delle unità più grandi.
Ciò comportò, nell'XI secolo, la scomparsa della distinzione tra le milizie provinciali dei Themata e le unità professionali e il termine Tagmata prese ad indicare indistintamente ogni unità dell'armata imperiale; le sconfitte subite da Bisanzio nella seconda metà dell'XI secolo, tra cui Manzicerta, sottrassero allo Stato territori e risorse e, fatta eccezione per la Guardia Variaga, i Vestiaritai, l'Hetaireia, i Vardariotai e le unità delle Scholai, altre unità furono progressivamente abbandonate e ai principi del XII secolo il termine Tagmata assunse definitivamente il significato indistinto di reparto militare.

## Fonti contemporanee
- Elenchi di pubblici uffici, i Taktika, di cui in particolare il Taktikon Uspenskij (ca. 842), il Klētorologion di Filoteo (899), e il Taktikon dell'Escorial (ca. 975).
- Manuali di arte militare, in particolare i Taktika scritti dall'imperatore Leone VI il Saggio.
- Fonti arabe: gli scritti dei geografi Ibn al-Faqih, Ibn Khurdādhbah e Qudama ibn Ja'far, la cui opera si basa, tuttavia, sul precedente lavoro di Muḥammad b. Abī Muslim al-Jarmī (ca. 840), un ufficiale di frontiera fatto prigioniero dai Bizantini, forse nel raid compiuto da Teofilo nell'837, poi tornato libero verso l'845 in seguito a uno scambio di prigionieri. Ci ha lasciato un'importante descrizione delle forze militari di Costantinopoli esistenti al suo tempo, tanto più importante vista l'assenza di consimili fonti bizantine sul periodo da lui trattato.[37]
- Gli scritti del basileus Costantino VII Porfirogenito: il De Administrando Imperio e il De Ceremoniis